# Срби у Словачкој
У Словачкој живи релативно мали број Срба. Историјски гледано Срби се већ крајем средњег века насељавају Коморану у јужном делу Словачке. Такође је постојала српска мањина у Братислави, где су многи Срби са подручја Хабзбуршког царства, који су студирали на тамошњем универзитету. Црквица у Трнави је била средином 19. века симболичан "духовни центар" Срба. Срби у Словачкој имају статус званичне националне мањине.
Према попису 2021, 1084 становника Словачке су Срби, а још 792 становника навело је да има делимично српско порекло. Српски је матерњи језик за 1229 становника Словачке.

## Историја

### Срби у угарском Коморану
Шајкаши су чинили најстарију српску етничку заједницу у Словачкој, који су населили подручје Горње Земље, коју су населили у средњем веку. Иштван I је давао племићка звања Шајкашима у јужним деловима Краљевине Мађарске, а Бела IV је Србима доделио Коморан као посед.
Значајније досељавање Срба у Коморан десило се веома рано, већ у 15. веку, о чему сведочи и печат српске цркве из 1511. године. Овај део тадашње Угарске Срби су називали Горњом земљом. Потом су следила још два таласа насељавања, под притиском Турака. Први Срби су били шајкаши, граничари. Касније се насељавају Срби грађанског порекла из Српског Ковина, а у последњем таласу, 1690. године Срби високог рода, свештеници и племићи.
У цркви српској у Коморану налазио се половином 19. века стари црвени свилени барјак Срба Шајкаша, који су ту били стационирани 1527. године. Застава је била прикована на хору, изнад неких врата, на њој се налазио грб Угарске. Шајкашка застава је остала у храму 1746. године када су укинути ти шајкаши. Када је путописац, протестантски духовник Стефан Герлан путовао 1573. године за Цариград, при пут је срео Србе у Коморану. Записао је да они имају православну цркву и своје гробље. Срби шајкаши у Коморану су 1655. године добили привилегије од цара Фердинанда. Привилегије им је дао и цар Леополда први 1696. године. Године 1678. у Коморану су покушали католици да Србе преведу у Унију. Нашли су подобног православног свештеника Димитрија Монастерлију, који је дао пристанак. Патријарх пећки Арсеније Чарнојевић их је позвао у помоћ 1690. године, када су са њим дошле бројне избеглице Срби. Српски истакнути појединци у Коморану били су у то време Никола Зомборлија, подвојвода Јован Монастерлија, Адам Ђакон Фелдвари - племић, Хаџи Мојсил Рашковић и други. Године 1705. капетан Јакшић из Коморана је учесник дешавања тада. Под Монастерлијом се могло скупити 10.000 наоружних војника Срба.
Град је током раздобља 18. века био једно од средишта српског живља северним деловима тадашње Угарске, заједно са не тако далеким Сентадрејом, Будимом, Стоним Београдом (Секешфехервар) и другим градовима северног дела тадашње Угарске (тзв. „Горње Земље"). Средином 18. века српска заједница у Коморану бележи свој врхунац; Она броји око две хиљаде припадника и гради се српска православна црква.
1751. године долази до укидања војне границе у овом делу Подунавља, па се већина коморанских Срба сели у данашњу Шајкашку у Бачкој. Током 19. века њихов број се стално смањује, па већ крајем века у Коморану је живело свега око 100 српских душа. После Првог светског рата један део Срба се иселио у матицу, па су преостали Срби били само сенка некадашње заједнице.
У Коморану је у 18. веку постојала језуитска гимназија коју је похађао млади Јован Рајић, будући архимандрит и српски богословски писац и историограф.
И поред драстичне депопулације становника Срба у Коморану се ту и тамо јављају сведочанства о њима. 
Стојковићеву "Физику" набављају 1802. године купеци из места, Димитрије Константиновић и Георгије Димитријевић. Духовну књигу атрактивног назива, преведену на српски језик купила је 1803. године, удова Наталија Димитријевић из Коморана. Рођен је у месту 1817. године Александар Нако, потоњи епископ темишварски Антоније Нако. Вуков српски речник тумачен немачким и латинским речима, наручио је 1818. године члан комунитета коморанског, Стеван Ненадовић. Исти, Ненадовић је и 1823. године и то једини пренумерант у месту, Видаковићеве популарне забавне књиге о "Љубомиру". Тај грађанин Стефан Ненадовић је 1840. године постао члан Матице српске, уплативши 40 ф. За продају Ђурковићеве стручне књиге а практичне вредности о угарском меничном праву, организован је 1842. године пренумерантски пункт у Коморану. Књигу су тада узели грађани: поп Павел Радановић парох, Василије от Будај и његова супруга Ана, Стефан Ненадовић трговац и Димитрије Јанковић. Српску историјску књигу набавио је 1850. године Мате Магдић ц и к тврђавни главни рачуновођа у Коморану. Када је 1869. године умро у Пешти Димитрије Јањичари бивши посланик коморански, речено је да је он српскога рода.
У име коморанске црквене општине честитали су 1880. године "педесетогодишњицу пастирског рада" будимском владици Арсенију Стојковићу, преставници Будаи Ласло и Константин Михаловић.
Поред Коморана један број Срба је живео у Трнави, после Велике сеобе Срба крајем 17. века. Центар њиховог окупљања је била Црква Свете Тројице у Штефаниковој улици 10, престала је са радом 1950. године. Планирање обнове цркве покренуто је 2013. године, док су први радови били предвиђени за 2021. годину.

### Срби у Братислави
Већ у 19. веку значај универзитета у Пожуну почео је привлачити другачији слој Срба, српску омладину која су ту школовала у недостатку српских високообразовних установа у тадашњој јужној Угарској. Постојало је 1866. године у тадашњем Пожуну, Српско омладинско друштво "Слобода", која је била део шире "Уједињене омладине српске". Њена "Књижница србске младежи" је основана још 1841. године, а своју судбину везује за пожунски Лицеј. Та књижница је од времена мађарске буне била затворена, јер је рад замро. Поново је оживела тек око 1860. године, и наставила са активностима.

## Занимљивости
У словачком месту варошици Гути, у 19. веку није било Срба, али стари топоним "Рац-аклок" где се налазе салаши, сведочи о њихово историјском присуству.
Оснивањем Чехословачке, која је традиционално неговала добре односе са Југославијом и пре и после Другог светског рата, Срби, мада малобројни, су добили права националне мањине. Ово се задржало и у данашњој Словачкој од 2009. године. Српска заједница данас броји око 5 хиљада душа, мада много мањи број има званично држављанство. Данас највише Срба у држави живи у главном граду Братислави, где су они махом скорашњи досељеници.

## Познате личности
- Јован Монастерлија, српски подвојвода Хабзбуршке монархије и војни заповедник
- Адам Фелдвари, српски племић
- Стефан Ненадовић, члан Матице српске 1840. године
- Бранко Радивојевић, словачки хокејаш
- Марко Милинковић, српски фудбалер